# Uromenus vosseleri
Uromenus vosseleri är en insektsart som först beskrevs av Krauss 1893.  Uromenus vosseleri ingår i släktet Uromenus och familjen vårtbitare. Inga underarter finns listade i Catalogue of Life.